# فیتووینانی
فیتووینانی (به لاتین: Fitovinany) یک منطقهٔ مسکونی در ماداگاسکار است که در فیانارانسوا واقع شده‌است. فیتووینانی ۱۹٬۶۰۵ کیلومتر مربع مساحت و ۷۳۰٬۲۰۷ نفر جمعیت دارد.